# 大龙山镇
大龙山镇，是中华人民共和国安徽省安庆市宜秀区下辖的一个乡镇级行政单位。

## 行政区划
大龙山镇下辖以下地区：
总铺社区、燎原社区、中心社区、永林社区、新新社区、百华社区、永安村和桃园村。